# Manuel Carbonero y Sol y Merás
Manuel Carbonero y Sol y Merás (Toledo, 1843-27 de enero de 1911) fue un periodista, traductor y abogado español, hijo del jurista y periodista León Carbonero y hermano del también escritor y periodista León María Carbonero y Sol y Merás.

## Biografía
Era abogado de los colegios de Madrid y Sevilla y fue profesor de lengua árabe en la Universidad de Sevilla.
En 1902 sucedió a su padre en la dirección de la revista católica La Cruz. Afiliado al carlismo, fue un adalid incansable de las ideas tradicionalistas, por las que luchó en diversas revistas y folletos.
Al igual que su hermano, fue camarero secreto de capa y espada de León XIII.

## Obras
- Fin funesto de los perseguidores y enemigos de la iglesia desde Herodes el grande hasta nuestros días, obra dedicada a S.M. Víctor Manuel II, rey de Cerdeña, México: Impr. de J.R. Barbedillo, 1877. Hay segunda edición de Madrid: Imprenta de D. A. Pérez Durrull, 1878, corregida y aumentada.
- Enrique V rey de Francia. Madrid: Imprenta central á cargo de Victor Saiz, 1883
- Traducción de M. G. Rougeyron, El anticristo, su persona, su reinado y consideraciones sobre su venida, según las señales de la época presente. Obra escrita en francés por M. G. Rougeyron, Canónigo honorario de Clermont. Madrid. 1872.
- Funciones y deberes del párroco en la visita pastoral de los obispos. Traducida y aumentada por Manuel Carbonero y Sol y Merás, Sevilla, 1868.